# Montgaudry
Montgaudry est une commune française, située dans le département de l'Orne en région Normandie, peuplée de 99 habitants.

## Géographie
L'Orne saosnoise naît en Normandie, à Montgaudry, petite localité du département de l'Orne située au sein du parc naturel régional du Perche, à six kilomètres au nord-est de Mamers.
| Contilly (Sarthe)   | Pervenchères      | Pervenchères              |
| Contilly (Sarthe)   | Montgaudry        | Pervenchères, La Perrière |
| Marollette (Sarthe) | Suré, La Perrière | La Perrière               |

### Hydrographie
La commune est située dans le bassin Loire-Bretagne. Elle est drainée par l'Orne Saosnoise, la Pervenche, le Belnoë et l'Orne saosnoise,.
L'Orne saosnoise, d'une longueur de 53 km, prend sa source dans la commune  et se jette  dans la Sarthe à Montbizot, face à Sainte-Jamme-sur-Sarthe, après avoir traversé 19 communes. 

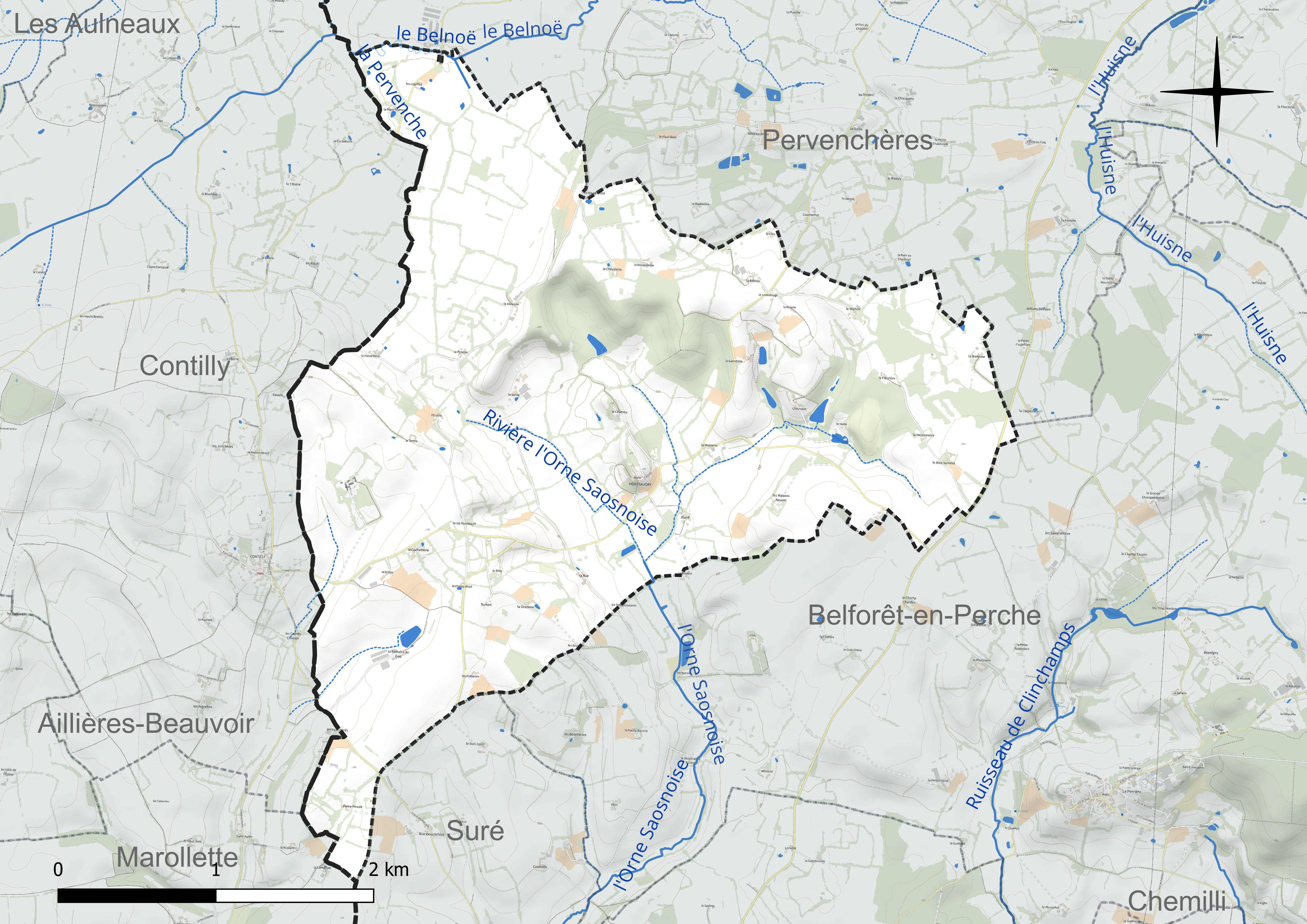
Réseau hydrographique de Montgaudry.

### Climat
Pour des articles plus généraux, voir Climat de la Normandie et Climat de l'Orne.
En 2010, le climat de la commune est de type climat océanique dégradé des plaines du Centre et du Nord, selon une étude du CNRS s'appuyant sur une série de données couvrant la période 1971-2000. En 2020, Météo-France publie une typologie des climats de la France métropolitaine dans laquelle la commune est exposée à un climat océanique altéré et est dans la région climatique Normandie (Cotentin, Orne), caractérisée par une pluviométrie relativement élevée (850 mm/a) et un été frais (15,5 °C) et venté. Parallèlement le GIEC normand, un groupe régional d’experts sur le climat, différencie quant à lui, dans une étude de 2020, trois grands types de climats pour la région Normandie, nuancés à une échelle plus fine par les facteurs géographiques locaux. La commune est, selon ce zonage, exposée à un « climat des plateaux abrités », se caractérisant par une pluviométrie et des contraintes thermiques modérées mais aussi, par effet de continentalité, des températures plus contrastées qu'au nord dans la plaine de Caen, avec communément 10 à 15 jours par an de plus de froid en hiver et de chaleur en été.
Pour la période 1971-2000, la température annuelle moyenne est de 10,5 °C, avec une amplitude thermique annuelle de 14,4 °C. Le cumul annuel moyen de précipitations est de 741 mm, avec 12 jours de précipitations en janvier et 7,7 jours en juillet. Pour la période 1991-2020, la température moyenne annuelle observée sur la station météorologique la plus proche, située sur la commune de Commerveil à 10 km à vol d'oiseau, est de 11,9 °C et le cumul annuel moyen de précipitations est de 712,2 mm,. Pour l'avenir, les paramètres climatiques de la commune estimés pour 2050 selon différents scénarios d’émission de gaz à effet de serre sont consultables sur un site dédié publié par Météo-France en novembre 2022.

## Urbanisme

### Typologie
Au 1er janvier 2024, Montgaudry est catégorisée commune rurale à habitat très dispersé, selon la nouvelle grille communale de densité à sept niveaux définie par l'Insee en 2022.
Elle est située hors unité urbaine et hors attraction des villes,.

### Occupation des sols
L'occupation des sols de la commune, telle qu'elle ressort de la base de données européenne d’occupation biophysique des sols Corine Land Cover (CLC), est marquée par l'importance des territoires agricoles (96,9 % en 2018), en diminution par rapport à 1990 (100 %). La répartition détaillée en 2018 est la suivante : 
prairies (60,8 %), terres arables (33,9 %), forêts (3,1 %), zones agricoles hétérogènes (2,2 %). L'évolution de l’occupation des sols de la commune et de ses infrastructures peut être observée sur les différentes représentations cartographiques du territoire : la carte de Cassini (XVIIIe siècle), la carte d'état-major (1820-1866) et les cartes ou photos aériennes de l'IGN pour la période actuelle (1950 à aujourd'hui).

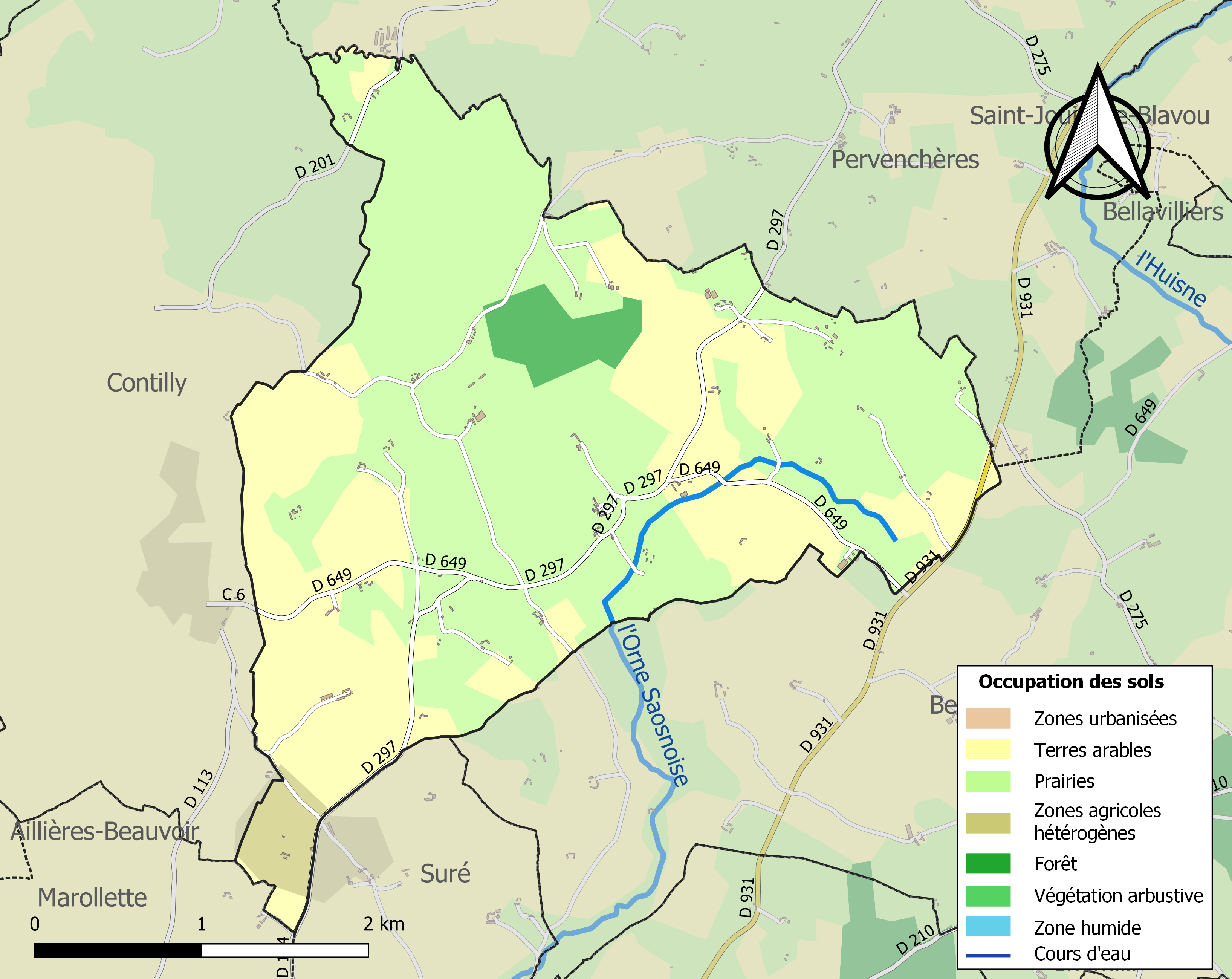
Carte des infrastructures et de l'occupation des sols de la commune en 2018 (CLC).

## Toponymie
Le nom de la localité est attesté sous la forme de Monte Gualdrici en 1070, Mons Waldri en 1104, Mons Gaudri en 1373, Mons Gaudrici au XVe siècle, Mongaudry en 1801.

## Histoire
Le 31 décembre 2012, la commune a quitté la communauté de communes du Pays de Pervenchères qui a été supprimée. Le lendemain, le 1er janvier 2013, la commune a intégré la communauté de communes du Bassin de Mortagne-au-Perche.

## Politique et administration
| Période                                  | Période   | Identité         | Étiquette | Qualité     |
| ---------------------------------------- | --------- | ---------------- | --------- | ----------- |
| ?                                        | mars 2001 | Albert Gautret   |           |             |
| mars 2001                                | En cours  | Jean-Yves Boulay | SE        | Agriculteur |
| Les données manquantes sont à compléter. |           |                  |           |             |

## Démographie
L'évolution du nombre d'habitants est connue à travers les recensements de la population effectués dans la commune depuis 1793. Pour les communes de moins de 10 000 habitants, une enquête de recensement portant sur toute la population est réalisée tous les cinq ans, les populations de référence des années intermédiaires étant quant à elles estimées par interpolation ou extrapolation. Pour la commune, le premier recensement exhaustif entrant dans le cadre du nouveau dispositif a été réalisé en 2007.
En 2022, la commune comptait 99 habitants, en évolution de +20,73 % par rapport à 2016 (Orne : −3,21 %, France hors Mayotte : +2,11 %).
| 1793 | 1800 | 1806 | 1821 | 1836 | 1841 | 1846 | 1851 | 1856 |
| ---- | ---- | ---- | ---- | ---- | ---- | ---- | ---- | ---- |
| 408  | 668  | 422  | 429  | 442  | 450  | 446  | 403  | 380  |

| 1861 | 1866 | 1872 | 1876 | 1881 | 1886 | 1891 | 1896 | 1901 |
| ---- | ---- | ---- | ---- | ---- | ---- | ---- | ---- | ---- |
| 386  | 346  | 384  | 358  | 321  | 316  | 324  | 308  | 275  |

| 1906 | 1911 | 1921 | 1926 | 1931 | 1936 | 1946 | 1954 | 1962 |
| ---- | ---- | ---- | ---- | ---- | ---- | ---- | ---- | ---- |
| 218  | 221  | 183  | 199  | 191  | 222  | 205  | 184  | 195  |

| 1968 | 1975 | 1982 | 1990 | 1999 | 2006 | 2007 | 2012 | 2017 |
| ---- | ---- | ---- | ---- | ---- | ---- | ---- | ---- | ---- |
| 176  | 133  | 120  | 114  | 117  | 116  | 116  | 91   | 79   |

| 2022 | - | - | - | - | - | - | - | - |
| ---- | - | - | - | - | - | - | - | - |
| 99   | - | - | - | - | - | - | - | - |

## Lieux et monuments
- Église Saint-Rémi du XVe siècle. Elle abrite un retable et un vitrail classés au titre objet aux monuments historiques[26].
- Reste d'un château à 400 m au nord de l'église sur une arête de 200 m de long et 50 m de large. Les logis en équerre, transformés en exploitation agricole sont appuyés à une motte double[27].
- Château de la Fontenelle.
- C'est aux lieux-dits l'Érable, le Chevrollet et le Château que l'Orne saosnoise prend ses sources.

## Héraldique
| Blason de Montgaudry | Blason  | D'azur à la tour d'or maçonnée et ouverte de sable, posée sur un mont de sinople mouvant de la pointe et surmontée de trois fleurs de marguerite d'argent boutonnées d'or et mal ordonnées ; à la bordure de sinople. |
| Blason de Montgaudry | Détails | Le statut officiel du blason reste à déterminer. |